# Rashid Ramzi
|  | Denne artikel eller sektion om sport er forældet eller ikke opdateret. Se artiklens diskussionsside eller historik. |

Rashid Ramzi (født 17. juli 1980 i Safi, Marokko) er en marokkansk atletikudøver (mellemdistanceløber), der har skiftet statsborgerskab og nu stiller op for Bahrain. Ramzi har gennem sin karriere vundet én OL- og to VM-guldmedaljer. Hans største triumf kom 19. august 2008, hvor han vandt guld i 1500 meter løb ved OL i Beijing. Ved VM 2005 i Helsingfors vandt han guld på både 800- og 1500-meteren.
Den 29. april 2009 blev det offentliggjort at Rashid Ramzi er testet positiv for CERA, det såkaldt tredjegenerations EPO under OL i Beijing 2008 og såfremt hans B-prøve også viser sig at være positiv, står han til at miste sin medalje fra OL. B-prøven skal testes i Frankrig 8. Juni 2009.